# Minimalista program
A nyelvészetben a minimalista program (MP) az egyik jelentős kutatási irány, amely az 1990-es évek eleje óta fejlődik a generatív nyelvtan elméleten belül, Noam Chomsky 1993-as tanulmánya óta.
Chomsky az MP-t kutatási programként, nem pedig elméletként mutatja be, Lakatos Imre megkülönböztetését követve. Az MP arra törekszik, hogy vizsgálódási mód legyen, amelyet a nagyobb rugalmasság jellemez, amelyet minimalizmusa lehetővé is tesz. Végső soron az MP fogalmi keretet ad a nyelvi elmélet fejlesztésének irányításához. A minimalizmusban Chomsky megpróbálja alulról megközelíteni az Univerzális Grammatikát, vagyis felveti a kérdést: „mi lenne az optimális válasz az I-nyelv elméletének?" 
Chomsky szerint vannak minimalista kérdések, de a válaszok besorolhatók tetszőleges elméletbe. A kérdések közül ezen kettő a legjelentősebb: 
1. Mi a nyelv?
2. Miért van éppen ilyen tulajdonsága?

## Elméleti célok

### Tökéletesség
Az MP felhívja a figyelmet arra, hogy az emberek nyelvi képességei azt mutatják, hogy az optimálisan felel meg a tökéletes szerveződésnek, ami azt sugallhatja, hogy a belső működése megfelel egy nagyon egyszerű számítási törvénynek vagy egy adott mentális szervnek. Más szavakkal, az MP azon a feltevésen alapszik, hogy az univerzális grammatika tökéletes mintát jelent abban az értelemben, hogy csak azt tartalmazza, ami az emberek fogalmi és fizikai (fonológiai) igényeinek kielégítéséhez szükséges.
Elméleti szempontból és a generatív nyelvtan szerint az MP az alapelvek és a paraméterek programjának minimalista megközelítésére támaszkodik, amelyet a generatív nyelvészet 1980-as évek óta kifejlesztett végső standard elméleti modelljének tekintünk. Ez a megközelítés azt sugallja, hogy egy rögzített alapelv létezik minden nyelvre, amely a véges bináris kapcsolók (paraméterek) beállításaival kombinálva leírhatja azokat a sajátos tulajdonságokat, amelyek jellemzik azt a nyelvi rendszert, amelyet a gyermek végül elér.
Az MP célja annak megismerése, hogy az alapelvek és paraméterek mekkora részét vehetik figyelembe az emberi nyelv ezen hipotetikusan optimális és számítástechnikailag hatékony kialakításának eredményeként. Az alapelvek és a paraméterek megközelítésének továbbfejlesztett változatai viszont technikai alapelveket biztosítanak, amelyekből belátható az MP.

### Gazdaságosság
Az MP a származtatás-gazdaságosságot és a reprezentáció-gazdaságosságot magában foglaló ötletek továbbfejlesztését célozza, amelyek az 1990-es évek elején váltak jelentőssé, de amelyeket a transzformációs nyelvtan nem lényeges aspektusai közé soroltak.
- A származtatás-gazdaságosság egy olyan elv, amely szerint a levezetési lépések (transzformációk) csak akkor történnek, ha megfelelnek az értelmezhető funkciókat nem interpretálható jellemzőinek. Egy példa az értelmezhető jellemzőre a többes szám flexiója a nem rendhagyó angol főnevek, például dogs esetében. A kutyák (dogs) szóval csak több kutyára lehet utalni, nem pedig egyetlen kutyára, tehát ez a flexió hozzájárul a jelentés értelméhez, és interpretálhatóvá teszi azt. Az angol igék a tárgyuk száma szerint flektálódnak (pl. "Dogs bite" vö. "Dog bites"), de ez az információ csak akkor értelmezhető, ha kapcsolat alakul ki a tárgy és az ige között, így a tárgy mozgását teszi szükségessé.
- A reprezentáció-gazdaságosság az az elv, amely szerint a nyelvtani struktúráknak egy célra kell létrejönniük, azaz a mondat szerkezete nem lehet nagyobb vagy összetettebb, mint amennyire szükség van azon nyelvtani korlátozások teljesítéséhez, amelyek egyenértékűek a fogalmi/szándékos és a szenzomotoros interfészek közti leképezés korlátozásaival az optimális rendszerben, amelynek megtalálása a minimalizmus célja.

## Technikai újítások
A minimalista kérdések feltárása számos radikális változáshoz vezetett a transzformációs generatív nyelvtani elmélet műszaki berendezkedésében. Ezek közül a legfontosabbak a következők:
- Az X-bar elmélet csupasz kifejezés-struktúrába történő általánosítása (lásd alább).
- A reprezentációs szintek egyszerűsítése a nyelvtani modellben, kiküszöbölve a mély struktúra és a felszíni szerkezet közötti különbséget az explicitebb levezetési megközelítés érdekében.
- A kormányzás fogalmának megszüntetése.
- Két új interakciós pont, nevezetesen a szintaxis és a fonológiai formátumú felület közötti „spell-out”, valamint a logikai formával való interakció további pontjának beillesztése.
- Az a gondolat, hogy a szintaktikai levezetések egyértelműen körülhatárolt szakaszokon haladnak, amelyeket "fázisoknak" hívunk (lásd alább).

### Csupasz mondatstruktúra
Az MP vizsgálatának eredménye a csupasz mondatstruktúra (Bare phrase structure: BPS), amely egy mondatszerkezet elmélet (mondatépítés a mozgás előtt). A BPS bevezetése a Chomskyánus hagyományt a függőségi nyelvtani hagyomány felé mozgatta, amely lényegesen kevesebb szerkezettel működik, mint a legtöbb mondatszerkezet-nyelvtan.
Ez az elmélet négy fontos módon ellentétes következtetésre jut az azt megelőző X-bar elmélettel: 
1. A BPS kifejezetten származékos. Vagyis alulról felfelé, apránként építkezik. Ezzel szemben az X-bar elmélet reprezentatív - egy adott konstrukcióhoz egy struktúrát építenek be egy csapásra, és lexikális elemeket illesztenek be a szerkezetbe.
2. A BPS-nek nincs előre meghatározott frazális felépítése, míg az X-bar elméletben minden mondatnak van specifikátora, feje és kiegészítése.
3. A BPS csak bináris elágazást enged, míg az X-bar elmélet mind bináris, mind pedig unáris elágazást engedélyez.
4. A BPS nem tesz különbséget a "fej" és a "végszimbólum" között, míg az X-bar elmélet néhány verziója megköveteli ezt a megkülönböztetést.

A BPS két alapvető műveletet foglal magában: "egyesítés" és "áthelyezés". Bár aktív vita folyik arról, hogy pontosan hogyan kell megfogalmazni a „lépés” fogalmát, a jelenlegi javaslatok közötti különbségek viszonylag csekélyek. A következő leírás Chomsky eredeti (angol nyelvű) javaslatát követi. 
Az egyesítés olyan funkció, amely két objektumot (mondjuk α és β) vesz fel, és ezeket címkével egyesíti rendezetlen halmazba (α vagy β, ebben az esetben α). A címke azonosítja a kifejezés tulajdonságait. 
Egyesítés (α, β) → {α, {α, β}} 
Például az „egyesítés” működhet a „drink” és a „water” lexikai tételeken, hogy „drink water” (ivóvíz) legyen. Megjegyezhetjük, hogy angolban az „drink water”, sokkal inkább viselkedik igeként, mint például főnévként. Vagyis bárhol lehet az ige drink, a "drink water" kifejezés is: 
I like to _____________ (drink)/(drink water). * (Drinking/Drinking water) __________ is fun. 
Ezenkívül a "drink water" kifejezést általában nem lehet ugyanarra a helyre tenni, mint a főnév water-t: 
Azt lehet mondani: "There's some water on the table", de nem "There's some drink water on the table". 
Tehát a nyelvi fordulatot címkével azonosítjuk. A "drink water" esetében a címke drink, mivel a kifejezés igeként működik. Az egyszerűség kedvéért ezt a mondatot igemondatnak (VP) hívják. Ha a "cold" és a "water" összeolvadnak, hogy "cold water"-t kapjanak, ez egy főnévi csoport (NP) lenne a "water" címkével; ebből az következik, hogy a „cold water” jelenhet meg ugyanabban a környezetben, mint a főnév water a három vizsgált mondat felett. Tehát a drink water-hez a következők tartoznak: 
Egyesítés (drink, water) → {drink, {drink, water}} 
Ez egy tipikus szintaxisfában a következőképpen ábrázolható: 
vagy, több technikai kifejezéssel, mint: 
Az egyesítés már felépített szerkezeteken is működhet. Ha nem működne, akkor egy ilyen rendszer csak a két szóval járó kifejezéseket jósolja grammatikusnak. Ha egy új fej egyesül egy korábban formált objektummal (kifejezéssel), akkor a függvénynek meg kell adnia annak formáját. 
Egyesítés (γ, {α, {α, β}}) → {γ, {γ, {α, {α, β}}}}
Itt γ a címke, tehát γ "kivetül" a fej címkéjéből. Ez megfelel a következő fa szerkezetnek: 
Az Egyesítés vakon működik, és minden lehetséges kombinációban kivetíti a címkéket. A fej alkategorizációs tulajdonságai ezután engedélyeznek bizonyos címkevetületeket, és alternatív vetületekkel kiküszöbölik az összes levezetést. 

### Fázisok
A fázis egy szintaktikai tartomány, amelyet Noam Chomsky 1998-ban állított fel. Egy egyszerű mondat gyakran bomlik két fázisra, CP és vP (lásd X-vonás elmélet). Egy alkotóelem mozgatása egy fázistól (általános esetben) csak akkor megengedett, ha az alkotóelem először a fázis bal szélére mozog. Ezt a feltételt a fázis áthatolhatatlanság állapotában írják le, amelyet az irodalomban különféleképpen fogalmaztak meg. Az eredeti koncepció szerint csak a vP tranzitív és unergative igék alkotnak csoportokat. A vP passzív elemek és az unaccusative igék (ha még jelen van) nem számítanak csoportnak. Ez a téma azonban az irodalomban jelenleg vita tárgyát képezi. Azt is javasolták, hogy a TP a nyelvtől függően frázis legyen.

## Erős minimalista tézis (SMT)
2016-ban Chomsky és Berwick együtt írták a Why Only Us című könyvet, ahol meghatározták a Minimalista Programot és az Erős Minimalista Tézist. Berwick és Chomsky szerint az erős minimalista tézis kijelenti: „Az optimális helyzet az lenne, ha az UG a legegyszerűbb számítási elvekre redukálódna, amelyek a számítási hatékonyság feltételeivel összhangban működnek. Ezt a sejtést angolul Strong Minimalist Thesis-nek (SMT) hívják.”

## Kritikák
Az 1990-es évek végén David E. Johnson és Shalom Lappin közzétette Chomsky minimalista programjának első részletes kritikáját. Ezt a műszaki munkát élénk vita követte a minimalizmus támogatóival a program tudományos státusáról. Az eredeti cikk több választ váltott ki  valamint további két válasz- és viszontválasz jelent meg a témában ugyanazon folyóirat későbbi kiadásaiban. 
Lappin és mások azt állítják, hogy a minimalista program radikális eltérés a korábbi Chomskyánus nyelvészeti gyakorlattól, amelyet nem új empirikus felfedezések motiválnak, hanem inkább a tökéletesség iránti általános vonzerő, amely empirikusan nem motivált és annyira homályos, hogy falszifikálhatatlan. Összevetik ezt a paradigmát a nyelvkutatók által a természettudomány más történelmi paradigmaváltásaival, és arra a következtetésre jutnak, hogy a minimalista program "tudomány nélküli forradalom" volt, elsősorban Chomsky nyelvészeti tekintélye által vezérelve. A Természetes nyelv és a Nyelvi elmélet 18. kötet 4. számú cikkének (2000) több válasza a minimalista program számos különféle védekezését tartalmazza. Egyesek azt állítják, hogy ez valójában nem forradalmi vagy valójában nem széles körben elfogadott, mások egyetértenek Lappin és Johnson véleményével ezekben a pontokban, ám úgy véli, hogy a megfogalmazás homályossága nem probléma, mivel inkább kutatási program, mint elmélet helyét tükrözi. (lásd fent). 
A közelmúltban a Prakash Mondal könyvhosszúságú kritikát tett közzé a nyelvtani minimalista modellről, amely számos ellentmondást, következetlenséget és paradoxont mutatott be a rendszer formális struktúrájában. Legfőképpen, kritikája meglehetősen szorosan megvizsgálja a nyelv természetével kapcsolatos meglehetősen bárgyú és elterjedt feltevések vagy axiómák elfogadásának következményeit, amint azt a minimalista modellből következő nyelvi központ jósolja.

## Fordítás
Ez a szócikk részben vagy egészben  a   Minimalist program című angol Wikipédia-szócikk ezen változatának fordításán alapul.  Az eredeti cikk szerkesztőit annak laptörténete sorolja fel. Ez a jelzés csupán a megfogalmazás eredetét és a szerzői jogokat jelzi, nem szolgál a cikkben szereplő információk forrásmegjelöléseként.